# Швабський союз міст
Швабський союз міст — союз (ліга, коаліція) 22-х швабських міст (Аугсбург, Ульм, Ройтлінген, Гайльбронн та ін.), укладений в 1331 році за ініціативи імператора Людвіга Баварського. Була в основному військовим союзом між кількома вільними імперськими містами в області, яка зараз визначається як південно-західна Німеччина. Її метою було збереження привілеїв, прав і свобод її членів, і тому вона також протистояла територіальним амбіціям дедалі більш напористих навколишніх держав Священної Римської імперії, таких як Баварія, Вюртемберг і Австрія.

## Історія

### Початок
Швабська ліга міст була вперше створена 20 листопада 1331 року, коли двадцять два імперських міста колишнього герцогства Швабія об’єдналися на підтримку імператора Людовіка IV, який у свою чергу пообіцяв не віддавати жодне з них у заклад жодному васалу імперії. Серед міст-засновників були Аугсбург, Гейльбронн, Ройтлінген і Ульм. У 1340 році графи Вюртемберг, Еттінген і Гогенберг були спонукані приєднатися.

### Конфлікт і оновлення
Під правлінням імператора Карла IV (правління в 1355–1378) дрібна швабська знать почала об’єднуватися проти міст і створила Шлеглербунд (від Schlegel — молот). У зв’язку з громадянською війною, що почалася в 1367 році, імператор, заздривши зростаючій могутності міст, намагався створити лігу під своїм власним контролем для підтримки громадського миру (Landfriedensbund, 1370).

#### Політичний контекст середини XIV ст
Імператор Карл IV вирішив, що його син Вацлав має бути обраний «королем римлян». Вищі посади у Священній Римській імперії були виборними. Князі-курфюрсти були провідними лордами імперії, і в чотирнадцятому столітті в їхніх рішеннях не могло бути нічого автоматичного. Тим не менш, на той час була встановлена традиція, згідно з якою «короля римлян», як правило, обирали по черзі після смерті імператора Священної Римської імперії, тому наслідком амбіцій імператора щодо свого сина стало те, що Вацлав (іноді пізніше вирізнявся за прозвище «Вацлав Неробий») має бути обраний своїм спадкоємцем.
Для того, щоб отримати необхідні голоси, імператору Карлу потрібно було заручитися підтримкою князів-курфюрстів і тих, хто мав на них вплив; це традиційно досягалося подарунками грошей або землі. Імовірно, на селах і містах ляже тягар компенсації дефіциту імперських фінансів. У малих і середніх містах були вагомі підстави побоюватися, що вони можуть опинитися під заставою імперії як гарантія знатним кредиторам, якщо обіцяні платежі не будуть здійснені вчасно: у 1376 році це сталося з Донаувертом. Незалежність міст і їхні прямі стосунки з імператором, які мали на меті звільнити їх від жадібності володарів і князів, що були ближче до дому, були під загрозою. Тому вони вимагали від імператора захисту та недоторканності, закріпленої у відносинах «імперської безпосередності». Водночас спільна потреба імперських міст у забезпеченні своїх прав і привілеїв спонукала їх до створення союзу.
Збір імператорських зборів був обов’язком, який покладався на місцевих лордів, а у Вюртемберзі це означало князя Вюртемберга, який у будь-якому випадку був місцевим представником імператора з 1373 року. Для Еберхарда II Вюртемберзького привілейовані імперські міста були перешкодою для розширення влади та впливу Вюртемберга, і тому він мав вагомі підстави узгоджувати свої інтереси з власною жадібністю імператора, оскільки він із заздрістю спостерігав за високими доходами, які отримували міста від торгівлі тканиною та сіллю.

#### Боротьба та ще одне відродження Швабської ліги міст (1376–1380)
Поразка міської ліги графом Еберхардом II Вюртемберзьким у 1372 році, вбивство капітана ліги та порушення Карлом IV своїх зобов’язань призвели до створення нової ліги з чотирнадцяти швабських міст 4 липня 1376 року. Їх очолив Ульм. Інші були Біберах-ан-дер-Ріс, Буххорн, Існі-ім-Альгой, Констанц, Лойткірх-ім-Альгой, Ліндау (Бодензе), Меммінген, Равенсбург, Ройтлінген, Ротвайль, Санкт-Галлен, Юберлінген і Ванген-ім-Альгой. Альянс чотирнадцяти проіснував чотири роки з 1376 року. Крім того, у серпні 1377 року до них приєднався Дінкельсбюль, імперське місто на краю Франконії, на північний схід від Швабського регіону. За Дінкельсбюлем послідували міста з центру Франконії, такі як Ротенбург-об-дер-Таубер і Віндсхайм.
Імператор відмовився визнати нещодавно відроджену Швабську лігу, вважаючи це повстанням, і це призвело до «імперської війни» проти ліги. Оновлена ліга перемогла в битві під Ройтлінгеном 14 травня 1377 року над армією, очолюваною Ульріхом Вюртемберзьким. Ульріх був сином Еберхарда II Вюртемберзького, який з ентузіазмом підтримував конфронтаційний підхід імператора до Швабської ліги міст. Однак сам імператор став більш примирливим і 31 травня 1377 року скасував заборону, накладену на Лігу, і створив арбітражний суд, який швидко поширився на Рейнланд, Баварію та Франконію.

#### 1381–1386
Потужність і масштаби Швабської ліги досягли свого піку в першій половині 1380-х років, а кількість міст-членів досягла 32 до 1385 року. Однак після кількох десятиліть, протягом яких ситуація почала трохи стабілізуватися після спалаху чуми, що мала спустошене населення та різко спотворені економічні відносини в більшій частині Західної Європи протягом першої половини 1350-х років, старі напруження знову ставали більш очевидними.

#### Південнонімецька ліга міст
20 березня 1381 року виникла Рейнська ліга міст (der Rheinischer Städtebund), ще один союз міст у цьому регіоні. Її міста-члени були розташовані на захід від основних членів Швабської ліги та включали деякі з найбільших і найпотужніших незалежних міст на берегах Рейну та поблизу нього, включаючи Франкфурт, Майнц, Вормс, Шпаєр і Страсбург. Цей союз виник, щоб протистояти загрозі «Löwenbund», асоціації князів і меншої знаті. Надалі 17 червня 1381 року Рейнська ліга міст і Швабська ліга міст об’єдналися, щоб створити Південнонімецьку лігу міст (der Süddeutscher Städtebund), військовий союз, пов’язаний зобов’язаннями про взаємну допомогу. Південнонімецька ліга також мала додаткових членів, таких як Базель і Віль. Лише через шість днів воєначальники відреагували на це створенням Рейнського союзу князів-курфюрстів і взялися за його королівське визнання. У 1381 році Ліга міст вела війну проти Левенбунду у Франконії. Аугсбург, Ульм і Швебіш-Галль тим часом здійснили військовий поштовх на території дворян.

#### 1387–1388
Проте Вюртемберг завдав удару у відповідь і, об'єднавшись із силами курфюрста Пфальц Руперта I та нюрнберзького бургграфа Фрідріха V Гогенцоллерна, остаточно розгромив лігу в 1388 році під Дефінгеном. Наступного року міська ліга була розпущена відповідно до резолюцій рейхстагу в Егері.